# 范祯辉
范祯辉（？年—？年），中华人民共和国政治人物。
担任。1954年，当选第一届全国人民代表大会代表。